# Gáspár Imre (újságíró)
Gáspár Imre (Nagycsalomja, 1854. február 24. – Budapest, 1910. augusztus 19.) hírlapíró, költő, műfordító.

## Élete
Gáspár György, hontmegyei szolgabíró és Karassiay Mária fia. Kétéves korától Kalauz Pál volt országgyűlési képviselő és alispán hajniki (Zólyom megye) házában növekedett, aki nejével Gáspár Bertával önfeláldozó szeretettel környezték. Tanult Zólyomban, Besztercebányán, 1866-77-ben Pesten Batizfalvy István nevelőintézetében. Az 1868-69. tanévet a selmeci líceumban végezte; azon házban lakott, ahol a szlovákok nagy költője Andrej Sládkovič és Lenau laktak. A magyar irodalmi társulatnak, mint egykor Petőfi és Mikszáth, úgy ő is tagja volt; az V. és VI. osztályt Rimaszombatban járta, ahol az önképzőt alapította. A VII. osztályt Pozsonyban folytatta, ahol Lichner Pál tanár karolta föl és buzdította leginkább az irodalomra. Itt a Magyar ifjak országos szövetsége c. kalandos hazafias és irodalom-pártoló egylet fogamzott meg agyában, melynek Eperjesen, Miskolcon és Budapesten is voltak tagjai. Betegen tért vissza Hajnikra.
1872-ben Pestre ment és itt is alapított egy irodalmi társulatot, melynek tagjai voltak dr. Závodszky (Széchy) Károly, Ballagi Géza, Dolinai Gyula, Benedek Aladár, Márki Sándor, Kvassay Jenő és mások; de csakhamar újra Hajnikra tért vissza, ahol négy évet töltött el súlyos betegen. Sok íróval levelezett; érintkezett Sládkovič szlovák iróval, akinek útmutatása szerint kezdett a hazai szlovák irodalom ismertetésébe. Ezután kizárólag az irodalomnak élt a fővárosban és a vidéken; így alapította 1891-ben a Debreczeni Hirlapot; 1890-ben a Pesti Napló belmunkatársa és 1891-ben helyettes szerkesztője volt, melybe sok tárcát irt, néha Gasparone álnév alatt, ezenkívül színibírálatokat és karcolat-féléket; 1892 végén a nagybecskereki Torontál című napilap társszerkesztője lett; 1893. februártól a Debreczeni Ellenőr című napilapot szerkeszti (előbb Vértesi Arnolddal).
Arcképe a Hölgyek Lapja mellékletének műlapján (1880.)

## Munkássága
1871-ben lépett föl nyilvánosan Oly régi ének... c. dalával a Fővárosi Lapokban, ámbár ezt a Tanulók Közlönye, Üstökös, Gömöri Lapok által hozott művei jóval megelőzték; írt még a Figyelőbe (1876), a Budapesti Napilapba (1878. belmunkatárs), Budapestbe (1879-ben rövid ideig és több ízben is főmunkatárs), a Népszavába (1879. 36-37. sz. Munkások a költészetben), a Pesti Naplóba (1880. Sic vivamus c. verses elbeszélése, 1881. A parlament c. szatirája és Szent István c. ódája. 1882-1883-ban belmunkatárs 1885. 1890. 182. sz. Mickiewicz, 264. sz. Shakespeare Velenczei kalmárja, 287. sz. Shakespeare, Sok hűhó semmiért, 293. sz. A százéves magyar szinészet), czikkeket és költeményeket irt még a következő lapokba és folyóiratokba: Vasárnapi Ujság (1871-74. A tót irodalomból, 1875. A «Matica», 1878., 1880-85., 1890., költemények), Figyelő (1876. A tót irodalomból), Családi kör (1877-78. Jókai Mór mint regényiró (1879-80.) Kelet Népe (1877. 284. sz.), Havi Szemle (1879.), Erdélyi Figyelő) 1880. Molière poétái), Magyarország és a Nagyvilág (1880. Leirás a költészetben), Magyarország (1881. 317-18. sz. Jellemvonások a költészetben), Debreczen-Nagy-Váradi Értesítő (1884. 7. sz. A dal, aesthatikai tanulmány), Arad és Vidéke (1886. költ.), Függetlenség (1886. 11. sz. Jókai Mór és Kossuth Lajos), Magyar Szalon (1890-92. költemények), Szegedi Napló (1890. 29., 30. sz.) és Délmagyarországi Közlöny (1890. 29. sz. Petőfi ideálja, selmeczi emlék.)

## Munkái
- A bálkirálynő dalai. Pest, 1872.

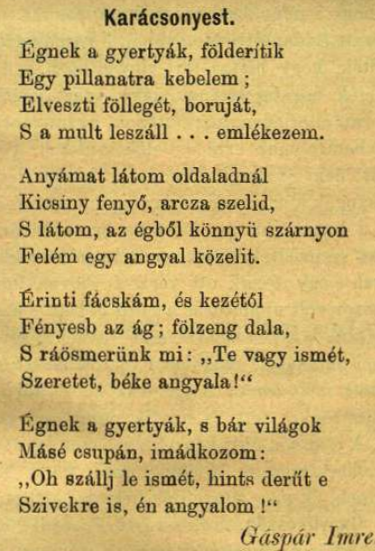
Karácsonyest című verse

- Válogatott költemények. Budapest, 1876. (Ism. Családi Kör 34. sz.)
- Babérok. Budapest, 1877. (Díszkiadás és commentáros külön kiadás. Ism. Bud. Szemle XIV. A 2. és köv. kiadásokat nem ő szerkesztette.)
- Uj nemzedék. Költészeti gyűjtemény, jellemzésekkel. Nagyvárad, 1877. (Ism. Viszhang 1. sz. Bud. Szemle XIV.)
- Kri-Kri Naptár. Budapest, 1877.
- Dalok az időnek. Budapest, 1877. (2. bőv. kiadás Budapest, 1879.)
- Ujabb dalok az időnek. Budapest, 1878.
- Hazánk tót népe. (A tót nép, a tót költészet.) Budapest, 1879. (Ism. Koszorú).
- Krimi sonettek. Miczkievicz után a lengyel eredetiből ford. Budapest, 1880.
- A harang. Schiller Frigyes után ford. Budapest, 1881.
- A világirodalom története. Képekkel és irodalmi szemelvényekkel. Scherr János és mások után átdolgozva. I. kötet. Budapest, 1881-85. (az 1-12. füzeteket fordította.)

Szerkesztette még a Cigarette című humorisztikus lapot 1877. jan.-márcz. Budapesten; a Szabadságot 1881. dec. 18-tól 1883. jan. 7-ig Székesfejérvárt és a Debreczen című napilapot 1885. márcziustól 1889. dec. 31-ig; a Debreczeni Hírlapot 1890. dec. 24-től 1891. július 15-ig.
Költeményei közül németre Steinacker fordított a bécsi Dichterstimmenben és szlovákra Sládkovič az Orolban és Wyborban.

## Álnevei és jegyei
Gil Blas, Gili Balázs, Epigon, Veteranus, Fehér Gyula, (r. e.) sat.